# Samalidż
Samalidż – miejscowość w Egipcie, w muhafazie Al-Minufijja, w dystrykcie Tala. W 2006 roku liczyła 2050 mieszkańców.